# Anevrina rutilipes
Anevrina rutilipes är en tvåvingeart som beskrevs av Rudolf Beyer 1958. Anevrina rutilipes ingår i släktet Anevrina och familjen puckelflugor.
Artens utbredningsområde är Myanmar. Inga underarter finns listade i Catalogue of Life.